# Ans Devreese
Ans Devreese (22 december 1981) is een Belgisch volleybalster.

## Levensloop
Devreese was actief bij Avanti Aalter en vervolgens VC Oudegem. Met deze club won ze in 2012-'13 als kapitein de Beker van België.